# 11 км (зупинний пункт, Придніпровська залізниця)
11 кіломе́тр — пасажирський залізничний зупинний пункт Кримської дирекції залізничних перевезень Придніпровської залізниці на електрифікованій лінії Острякове — Євпаторія-Курорт між станціями Острякове (9 км) та Ярка (10 км). Розташований у Сімферопольському районі АР Крим.

## Пасажирське сполучення
Через зупинний пункт Платформа 11 км курсують приміські  електропоїзди сполученням Сімферополь — Євпаторія, проте прямують без зупинок.